# Manehto
Manehto (asi 305–241 př. n. l.; v překladu nejspíše „Pasák koní“, řecký přepis jména je Μανήθω(ν) – Manéthó nebo Manéthón byl egyptský kněz a historik žijící ve 3. století př. n. l. za vlády Ptolemaiovců. (Původní egyptskou dlouho neznámou verzi jména objevil a vyložil egyptolog Jaroslav Černý.)

## Život
Pocházel z dolnoegyptského města Cebneceret (dříve přepisováno Cebnút, řecky Σεβέννυτος – Sebennytos) v nilské deltě, snad působil i ve starobylém náboženském centru v Iunu (řecky ´Ηλίουπόλις – Héliopolis). Pro Ptolemaia I. nebo (a to pravděpodobněji) Ptolemaia II. sepsal řecky třísvazkové Egyptské pamětihodnosti – Αιγυπτιακά ´υπομνήματα, v nichž Řekům vylíčil dějiny své země (např. Zbyněk Žába ovšem připouští méně pravděpodobnou možnost, že dílo mohlo být původně napsáno v egyptštině a poté do řečtiny přeloženo.) Byl také autorem přinejmenším jednoho náboženského spisu a spolupodílel se na vytvoření kultu řecko-egyptského boha Serapida, což bývá dovozováno ze sochy Ptolemaia I. v Serapidově chrámu v Kartágu, na níž je zaznamenáno Manehtovo jméno.

## Manehtovy dynastie
Manehto je původcem dodnes užívaného rozdělení egyptských panovníků na 30 dynastií od počátků egyptských dějin až po Alexandra Makedonského, které ve svých Egyptských pamětihodnostech podal. Podle jakých kritérií toto rozčlenění provedl, nelze přesně říci. Rozhodně jím nebyla výhradně příbuznost jednotlivých králů; dalším prokazatelným kritériem bylo shodné sídelní město po sobě následujících panovníků. Je nepochybné, že způsobem provedené systematiky královské posloupnosti Manehto navazuje na mnohem starší staroegyptskou tradici, před ním ale není žádný takový model přímo doložen. Podle shodného mínění badatelů pracoval s už v jeho době velmi starými královskými seznamy, v nichž jsou podobné postupy naznačeny např. součty let vlády určité skupiny králů. S nimi také sdílí chybný předpoklad nepřetržité kontinuity spočívající v domněnce, že celému Egyptu v určitém časovém okamžiku vždy vládl jen jeden král.

## Aigyptiaka
Metodou zpracování tématu se Manehtovo dílo snad nejvíce blížilo kronice a nepochybně bylo inspirováno řeckými historiky (Egypťané historiografii v západním smyslu slova neznali a vzhledem ke svému pojetí dějin ji patrně ani nepovažovali za podstatnou). Znal Hérodota, o němž se na jednom místě zmiňuje; zdá se ovšem, že jeho zprávy o Egyptě pokládal za nedůvěryhodné. Text pojal podle vkusu řeckých čtenářů, takže často uvádí údaje spíše anekdotické než historické povahy.
Manehtův spis nebyl doposud nalezen, znám je pouze ve výpiscích pozdějších historiků, zejména církevních otců. Především jejich podání ale nelze pokládat za přesné: zajímali se převážně jen o otázky chronologické, protože hledali oporu pro data udávaná v bibli. V případě potřeby Manehtovými údaji manipulovali tak, aby je přizpůsobili biblické chronologii; například Meniho postavili na roveň s Adamem. Výtahy, které se v podrobnostech často liší, ve svých dílech použili v 1. století Flavius Iosephus, v 1. třetině 3. století křesťanský chronograf Sextus Julius Africanus, který je pokládán za nejpřesnějšího, kolem roku 320 Eusebios z Kaisareie a v prvním desetiletí 9. století byzantský kronikář Syncellus.
Vzhledem k těmto okolnostem je největší otázkou spolehlivost Manehtova podání. Badatelé poukazují na skutečnost, že není znám ani původní text ani jeho prameny; někteří navíc upozorňují, že při svém zpracování se možná opíral především o prameny dolnoegyptské provenience, což by samo dávalo o skutečných dějinách (zejména v obdobích úpadku centrální vlády) přinejlepším neúplný obrázek.